# Día Mundial de Concienciación sobre la Distrofia de Duchenne
El Día Mundial de Concienciación sobre la Distrofia de Duchenne es una jornada que se celebra anualmente el 7 de septiembre desde 2014, fue promulgada por la Asamblea General de la ONU en 2023.

## Proclamación
El Día Mundial de Concienciación sobre la Distrofia de Duchenne fue establecido en 2013 por la World Duchenne Organization, y proclamado oficialmente por la Asamblea General de las Naciones Unidas el 29 de noviembre de 2023, con el propósito de aumentar la visibilidad y el conocimiento sobre las distrofias musculares de Duchenne y Becker, que son enfermedades genéticas pediátricas raras caracterizadas por la debilidad muscular progresiva. Estas condiciones, causadas por la falta de la proteína distrofina, afectan a la movilidad, la respiración y la función cardíaca, además de implicar la necesidad de cuidados médicos especializados a lo largo de toda la vida de los afectados. El objetivo principal de la proclamación es educar y comprometer a todos los interesados para adoptar estrategias efectivas que mejoren la vida de las personas que viven con estas enfermedades y abogar por la adopción de mejores prácticas en los estándares de atención.

## Celebración
Este día se celebra cada 7 de septiembre, fecha que fue elegida para reunir a la comunidad global en torno a una campaña anual que promueve la sensibilización sobre esta distrofia muscular. La primera celebración tuvo lugar en 2014, y desde entonces, la campaña ha crecido significativamente, involucrando a participantes de todo el mundo. Entre las actividades más destacadas de este día se encuentra la iluminación de monumentos y lugares emblemáticos en color rojo,  así como el uso del símbolo del día, que también se refleja en el logotipo y el globo rojo de la organización, presentes en todos los eventos y actividades. La conmemoración busca no solo aumentar la concienciación, sino también llamar a la acción urgente y sostenible de todas las partes interesadas, incluyendo la promoción de estándares de atención y el apoyo a las familias y los afectados.

## Temas
- 2014: Faces of Duchenne,[5] ('Rostros de Duchenne')
- 2015: Duchenne Stories,[7] ('Historias de Duchenne')
- 2016: Early Diagnosis,[8] ('Diagnóstico Temprano')
- 2017: Duchenne Dreams,[9] ('Sueños de Duchenne')
- 2018: Standards of Care,[10] ('Estándares de Atención')
- 2019: Nutrition & Duchenne,[11] ('Nutrición y Duchenne')
- 2020: Duchenne & the Brain,[12] ('Duchenne y el Cerebro')
- 2021: Adult Life & Duchenne,[13] ('Vida Adulta y Duchenne')
- 2022: Women & Duchenne,[14] ('Mujeres y Duchenne')
- 2023: Duchenne: Breaking Barriers,[15] ('Duchenne: Rompiendo Barreras')
- 2024: Raise your voice for Duchenne,[16] ('Alza tu Voz por Duchenne')